# Campeonato Roraimense
El Campeonato Roraimense de Fútbol es el campeonato de fútbol estadual del estado de Roraima en el Norte de Brasil, la competición es organizada por la Federação Roraimense de Futebol.
Los campeonatos en Roraima han sido organizados por distintas entidades, de 1943 a 1961 bajo la gestión de la Federação Riobranquense de Desportos, de 1962 a 1973 por la Federação Roraimense de Desportos y desde 1974 por la Federação Roraimense de Futebol.
El Campeonato Roraimense fue el último de los torneos estaduales brasileños en adoptar el profesionalismo en 1995.

## Campeones
| Temporada               | Campeón     | Subcampeón |
| ----------------------- | ----------- | ---------- |
| Campeonato de Boa Vista |             |            |
| 1924 o 1925             | Rio Branco  | Boa Vista  |
| 1925 o 1926             | Club Negro  | ---------- |
| 1927 a 1936             | Desconocido |            |
| 1937                    | Caxias      | ---------- |
| 1937 a 1942             | Desconocido |            |

- Antes de la emancipación del Territorio Federal de Rio Branco, la ciudad de Boa Vista se llamaba Bôa Vista do Rio Branco y pertenecía al estado de Amazonas.

| Club       | Ciudad    | Campeón | Años campeón |
| ---------- | --------- | ------- | ------------ |
| Club Negro | Boa Vista | 1       | 1925 o 1926  |
| Caxias     | Boa Vista | 1       | 1937         |
| Rio Branco | Boa Vista | 1       | 1924 o 1925  |

| Temporada                                          | Campeón                                              | Subcampeón                                           |
| -------------------------------------------------- | ---------------------------------------------------- | ---------------------------------------------------- |
| Federação Rio Branquense de Desportos              |                                                      |                                                      |
| 1943 a 1945                                        | Desconocido                                          |                                                      |
| 1946                                               | Atlético Roraima (1)                                 | ----------                                           |
| 1947                                               | Desconocido                                          |                                                      |
| 1948                                               | Atlético Roraima (2)                                 | ----------                                           |
| 1949                                               | Atlético Roraima (3)                                 | ----------                                           |
| 1950                                               | Baré (1)                                             | ----------                                           |
| 1951                                               | Atlético Roraima (4)                                 | ----------                                           |
| 1952                                               | Rio Branco (1)                                       | Baré                                                 |
| 1953                                               | Baré (2)                                             | Atlético Roraima                                     |
| 1954                                               | Baré (3)                                             | ----------                                           |
| 1955                                               | Baré (4)                                             | São Paulo                                            |
| 1956                                               | Baré (5)                                             | ----------                                           |
| 1957 a 1959                                        | No finalizado en 1957 y no realizado en 1958 y 1959. | No finalizado en 1957 y no realizado en 1958 y 1959. |
| 1960                                               | Baré (6)                                             |                                                      |
| 1961                                               | Baré (7)                                             | Atlético Roraima                                     |
| Federação Roraimense de Desportos                  |                                                      |                                                      |
| 1962                                               | Baré (8)                                             | ----------                                           |
| 1963                                               | Baré (9)                                             | ----------                                           |
| 1964                                               | Baré (10)                                            | Atlético Roraima                                     |
| 1965                                               | Baré (11)                                            | ----------                                           |
| 1966                                               | Baré (12)                                            |                                                      |
| 1967                                               | Baré (13)                                            |                                                      |
| 1968                                               | Baré (14)                                            | ----------                                           |
| 1969                                               | Baré (15)                                            | ----------                                           |
| 1970                                               | Baré (16)                                            | GAS                                                  |
| 1971                                               | No finalizado                                        |                                                      |
| 1972 a 1973                                        | Desconocido                                          | ----------                                           |
| Federação Roraimense de Futebol (Fase amateur)     |                                                      |                                                      |
| 1974                                               | São Francisco (1)                                    | ----------                                           |
| 1975                                               | Atlético Roraima (5)                                 | Baré Río Negro São Raimundo                          |
| 1976                                               | Baré (17)                                            | ----------                                           |
| 1977                                               | São Raimundo (1)                                     | Baré                                                 |
| 1978                                               | Atlético Roraima (6)                                 | GAS                                                  |
| 1979                                               | Desconocido                                          |                                                      |
| 1980                                               | River (1)                                            | ----------                                           |
| 1981                                               | Atlético Roraima (7)                                 | São Raimundo                                         |
| 1982                                               | Baré (18)                                            | Náutico                                              |
| 1983                                               | Atlético Roraima (8)                                 | Náutico                                              |
| 1984                                               | Baré (19)                                            | Rio Negro                                            |
| 1985                                               | River (2)                                            | Baré                                                 |
| 1986                                               | Baré (20)                                            | Náutico                                              |
| 1987                                               | Atlético Roraima (9)                                 | Baré                                                 |
| 1988                                               | Baré (21)                                            | São Raimundo                                         |
| 1989                                               | River (3)                                            | Náutico                                              |
| 1990                                               | Baré (22)                                            | ----------                                           |
| 1991                                               | Río Negro (1)                                        | São Raimundo                                         |
| 1992                                               | São Raimundo (2)                                     | Baré                                                 |
| 1993                                               | Baré (23)                                            | Atlético Roraima                                     |
| 1994                                               | Baré (24)                                            | Atlético Roraima                                     |
| Federação Roraimense de Futebol (Fase profesional) |                                                      |                                                      |
| 1995                                               | Atlético Roraima (10)                                | Baré                                                 |
| 1996                                               | Baré (25)                                            | GAS                                                  |
| 1997                                               | Baré (26)                                            | São Raimundo                                         |
| 1998                                               | Atlético Roraima (11)                                | Baré                                                 |
| 1999                                               | Baré (27)                                            | Río Negro                                            |
| 2000                                               | Río Negro (2)                                        | Atlético Roraima                                     |
| 2001                                               | Atlético Roraima (12)                                | Río Negro                                            |
| 2002                                               | Atlético Roraima (13)                                | Baré                                                 |
| 2003                                               | Atlético Roraima (14)                                | Baré                                                 |
| 2004                                               | São Raimundo (3)                                     | Atlético Roraima                                     |
| 2005                                               | São Raimundo (4)                                     | Atlético Roraima                                     |
| 2006                                               | Baré (28)                                            | São Raimundo                                         |
| 2007                                               | Atlético Roraima (15)                                | Baré                                                 |
| 2008                                               | Atlético Roraima (16)                                | Progresso                                            |
| 2009                                               | Atlético Roraima (17)                                | São Raimundo                                         |
| 2010                                               | Baré (29)                                            | Náutico                                              |
| 2011                                               | Real (1)                                             | São Raimundo                                         |
| 2012                                               | São Raimundo (5)                                     | Náutico                                              |
| 2013                                               | Náutico (1)                                          | São Raimundo                                         |
| 2014                                               | São Raimundo (6)                                     | Náutico                                              |
| 2015                                               | Náutico (2)                                          | São Raimundo                                         |
| 2016                                               | São Raimundo (7)                                     | Baré                                                 |
| 2017                                               | São Raimundo (8)                                     | Baré                                                 |
| 2018                                               | São Raimundo (9)                                     | Atlético Roraima                                     |
| 2019                                               | São Raimundo (10)                                    | Baré                                                 |
| 2020                                               | São Raimundo (11)                                    | GAS                                                  |
| 2021                                               | São Raimundo (12)                                    | Náutico                                              |
| 2022                                               | São Raimundo (13)                                    | Náutico                                              |
| 2023                                               | São Raimundo (14)                                    | GAS                                                  |
| 2024                                               | GAS (1)                                              | São Raimundo                                         |
| 2025                                               | GAS (2)                                              | Monte Roraima                                        |

## Títulos por club
| Club             | Ciudad            | Campeón | Años campeón |
| ---------------- | ----------------- | ------- | --- |
| Baré             | Boa Vista         | 29      | 1950, 1953, 1954, 1955, 1956, 1960, 1961, 1962, 1963, 1964, 1965, 1966, 1967, 1968, 1969, 1970, 1976, 1982, 1984, 1986, 1988, 1990, 1993, 1994, 1996, 1997, 1999, 2006, 2010 |
| Atlético Roraima | Boa Vista         | 17      | 1946, 1948, 1949, 1951, 1975, 1978, 1981, 1983, 1987, 1995, 1998, 2001, 2002, 2003, 2007, 2008, 2009                                                                         |
| São Raimundo     | Boa Vista         | 14      | 1977, 1992, 2004, 2005, 2012, 2014, 2016, 2017, 2018, 2019, 2020, 2021, 2022, 2023                                                                                           |
| River            | Boa Vista         | 3       | 1980, 1985, 1989 |
| Náutico          | Boa Vista         | 2       | 2013, 2015 |
| Rio Negro        | Boa Vista         | 2       | 1991, 2000 |
| GAS              | Boa Vista         | 2       | 2024, 2025 |
| Rio Branco       | Boa Vista         | 1       | 1952 |
| São Francisco    | Boa Vista         | 1       | 1974 |
| Real             | São Luiz do Anauá | 1       | 2011 |

## Goleadores
| Año  | Jugador         | Equipo                       | Goles |
| ---- | --------------- | ---------------------------- | ----- |
| 1967 | Roberto Silva   | Baré (Boa Vista)             |       |
| 1968 | Roberto Silva   | Baré (Boa Vista)             |       |
| 1969 | Roberto Silva   | Baré (Boa Vista)             |       |
| 1970 | Roberto Silva   | Baré (Boa Vista)             |       |
| 1972 | Roberto Silva   | Baré (Boa Vista)             |       |
| 1973 | Roberto Silva   | Baré (Boa Vista)             |       |
| 1974 | Roberto Silva   | Baré (Boa Vista)             |       |
| 1975 | Roberto Silva   | Baré (Boa Vista)             |       |
| 1976 | Roberto Silva   | Baré (Boa Vista)             |       |
| 1977 | Roberto Silva   | Baré (Boa Vista)             |       |
| 1995 | Souza           | Atlético Roraima (Boa Vista) | 7     |
| 1996 | Totó            | GAS (Boa Vista)              | 9     |
| 1997 | Émerson         | Baré (Boa Vista)             | 6     |
| 1998 | Jamaica         | Atlético Roraima (Boa Vista) | 10    |
| 1999 | Jamaica         | Rio Negro (Boa Vista)        | 8     |
| 2000 | Gérson          | Baré (Boa Vista)             | 11    |
| 2001 | Stanley         | Rio Negro (Boa Vista)        | 6     |
| 2002 | Beto            | Atlético Roraima (Boa Vista) | 7     |
| 2002 | Rigoberto       | Atlético Roraima (Boa Vista) | 7     |
| 2002 | Castor          | Baré (Boa Vista)             | 7     |
| 2003 | Stanley         | Baré (Boa Vista)             | 13    |
| 2004 | Marcinho        | GAS (Boa Vista)              | 9     |
| 2005 | Luiz Henrique   | Atlético Roraima (Boa Vista) | 15    |
| 2006 | Paulinho        | Náutico (Boa Vista)          | 10    |
| 2007 | Rigoberto       | Atlético Roraima (Boa Vista) | 9     |
| 2007 | Stanley         | Baré (Boa Vista)             | 9     |
| 2008 | Robemar         | Atlético Roraima (Boa Vista) | 15    |
| 2009 | Naílson         | São Raimundo (Boa Vista)     | 15    |
| 2010 | Carlos Alberto  | Baré (Boa Vista)             | 5     |
| 2010 | Robemar         | Náutico (Boa Vista)          | 5     |
| 2011 |                 |                              |       |
| 2012 | Stanley         | São Raimundo (Boa Vista)     | 9     |
| 2013 | Ney             | Baré (Boa Vista)             | 6     |
| 2013 | Stanley         | São Raimundo (Boa Vista)     | 6     |
| 2014 | Rafael Barros   | São Raimundo (Boa Vista)     | 9     |
| 2015 | Rafael Barros   | São Raimundo (Boa Vista)     | 12    |
| 2016 | Eduardo Magrão  | Náutico (Caracaraí)          | 4     |
| 2016 | Thiago Paraná   | Baré (Boa Vista)             | 4     |
| 2017 | Viny            | São Raimundo (Boa Vista)     | 9     |
| 2018 | Alex            | GAS (Boa Vista)              | 6     |
| 2018 | Raí             | São Raimundo (Boa Vista)     | 6     |
| 2019 | Monga           | São Raimundo (Boa Vista)     | 6     |
| 2020 | Ygor            | São Raimundo (Boa Vista)     | 3     |
| 2020 | Marcos Felipe   | São Raimundo (Boa Vista)     | 3     |
| 2020 | Igor Felipe     | São Raimundo (Boa Vista)     | 3     |
| 2020 | Stanley         | São Raimundo (Boa Vista)     | 3     |
| 2020 | Fred            | GAS (Caracaraí)              | 3     |
| 2020 | Jussan          | GAS (Caracaraí)              | 3     |
| 2020 | Robemar         | GAS (Caracaraí)              | 3     |
| 2020 | Romário         | Atlético Roraima (Boa Vista) | 3     |
| 2021 | Max             | Náutico (Caracaraí)          | 6     |
| 2021 | Edinho Canutama | GAS (Caracaraí)              | 6     |
| 2022 | Branco          | Rio Negro (Boa Vista)        | 5     |
| 2022 | Fininho         | São Raimundo (Boa Vista)     | 5     |
| 2022 | Rian            | São Raimundo (Boa Vista)     | 5     |
| 2023 | Blaise Tsague   | Real (Boa Vista)             | 10    |
| 2024 | Raylson         | GAS (Boa Vista)              | 8     |
| 2024 | Léo Salgado     | GAS (Boa Vista)              | 8     |
| 2024 | Fabricio Kanté  | São Raimundo (Boa Vista)     | 8     |
| 2025 | Alexsander Coca | Baré (Boa Vista)             | 6     |